# Pala (Instrument musical)
La pala és l'extrem o cap del mànec aplanat d'alguns cordòfons, on es troba el claviller.